# Marietta busckii
Marietta busckii är en stekelart som först beskrevs av Howard 1907.  Marietta busckii ingår i släktet Marietta och familjen växtlussteklar. Inga underarter finns listade i Catalogue of Life.